# Fluorid palladičitý
Fluorid palladičitý je anorganická sloučenina s chemickým vzorcem PdF4.

## Příprava
Fluorid palladičitý byl připraven několikadenní reakcí fluoridu palladnato-palladičitého s fluorem při tlaku kolem 7 atm a 300 °C.

## Vlastnosti
Fluorid palladičitý je diamagnetická látka, která krystalizuje v kosočtverečné soustavě.

## Reaktivita
Fluorid palladičitý je silné oxidační činidlo a na vlhkém vzduchu podléhá rychlé hydrolýze.